# Kasumi (1939)
El Kasumi (霞 neblina?) fue el décimo y último destructor de la Clase Asashio, sirviendo en la Armada Imperial Japonesa durante la Segunda Guerra Mundial. 

## Historia
Su primera acción de combate durante la Segunda Guerra Mundial fue el ataque a Pearl Harbor, y la última tuvo lugar el 6 de abril de 1945, cuando el Kasumi formaba parte de la escolta del Yamato en la que resultaría ser la última misión para ambas naves, la Operación Ten-Gō. Al día siguiente resultaría dañado más allá de toda posible reparación por un ataque aéreo masivo a 275 kilómetros al suroeste de Nagasaki, en la posición (31°N 128°E / 31, 128). El destructor Fuyuzuki recogió a los supervivientes y lo hundió tras lanzarle dos torpedos.